# Saint-Maximin, Gard
Saint-Maximin este o comună în departamentul Gard din sudul Franței. În 2009 avea o populație de 664 de locuitori.

## Evoluția populației
| An        | 1975 | 1982 | 1990 | 1999 | 2006 | 2009 |
| --------- | ---- | ---- | ---- | ---- | ---- | ---- |
| Populație | 278  | 393  | 628  | 630  | 609  | 664  |